# Peter Chung Soon-taick
Dans ce nom coréen, le nom de famille, Chung, précède le nom personnel Peter Soon-taick.
Pour les articles homonymes, voir Chung.
Peter Chung Soon-taick (hangeul : 정순택 베드로 ; hanja : 鄭淳澤) est un prélat catholique sud-coréen, né le 5 août 1961 à Daegu. Il est archevêque métropolitain de Séoul et administrateur apostolique de Pyongyang depuis décembre 2021.

## Biographie
Chung naît le 5 août 1961 à Daegu, dans le sud-est de la Corée du Sud. En 1983, il commence ses études au sein du département d'industrie chimique de la faculté d'ingénieurie de l'université nationale de Séoul, d'où il sort diplômé en 1984,. Il poursuit ses études au campus de théologie de l'université catholique de Corée. Il effectue son noviciat au sein de l'Ordre des Carmes déchaux de Corée de 1986 à 1992, puis il prononce ses vœux perpétuels le 25 janvier 1992.
Chung est ordonné prêtre au sein de l'Ordre des Carmes le 16 juillet 1992. Il obtient ensuite une maîtrise en exégèse biblique à l'Institut biblique pontifical en 2004. De 2005 à 2008, il est définiteur provincial de l'Ordre des Carmes déchaux en Corée, avant d'assumer la charge de vice-maître du monastère d'Incheon de 2008 à 2009. Il est ensuite nommé premier définiteur de l'Ordre des Carmes déchaux en Corée, avant de devenir définiteur général de l'Ordre à Rome pour l'Extrême-Orient et l'Océanie de 2009 à 2013.

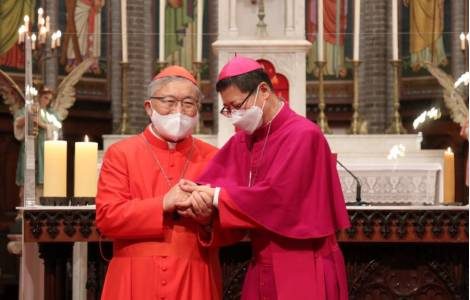
Sung en compagnie du cardinal Andrew Yeom Soo-jung, peu après sa nomination comme archevêque de Séoul en 2021

Le 30 décembre 2013, le pape François le nom évêque auxiliaire de Séoul et évêque titulaire de Tamazuca (de). Il est sacré évêque aux côtés de Timothy Yu Gyoung-chon (de) le 5 février 2014 par l'archevêque de Séoul Andrew Yeom Soo-jung assisté des co-consécrateurs Basil Cho Kyu-man, vicaire général de Séoul et Linus Lee Seong-hyo (de), évêque auxiliaire de Suwon. À la cérémonie sont également présents l'évêque Mathias Ri Iong-hoon (it), président de la Conférence des évêques catholiques de Corée (en), ainsi que le président de la République de Corée Moon Jae-in. Chung choisit comme devise épiscopale la locution latine Deus Pater, Mater Ecclesia (« Dieu le Père, Mère Église », en coréen : 하느님 아버지, 어머니 교회). Il devient ensuite président du Comité du ministère auprès des jeunes au sein de la Conférence des évêques catholiques de Corée. Le 9 mars 2015, il effectue sa visite ad limina apostolorum au Vatican en compagnie des autres évêques sud-coréens ; à cette occasion, il s'entretient avec le pape François au sujet de la pastorale dans son diocèse. En 2018, il est désigné par la Conférence épiscopale de Corée pour participer à la XVe assemblée générale ordinaire du Synode des évêques, organisée du 3 au 28 octobre 2018 au Vatican autour du thème « Les jeunes, la foi et le discernement vocationnel ».
Le 28 octobre 2021, le pape François le nomme archevêque métropolitain de Séoul, en remplacement du cardinal Andrew Yeom Soo-jung,,,. La cérémonie d'installation a lieu en la cathédrale de Meyongdong de Notre-Dame-de-l'Immaculée Conception à Séoul le 8 décembre 2021. Dans son homélie, il exprime sa volonté de renforcer la synodalité au sein du diocèse. Le pallium lui est remis par le nonce apostolique en Corée du Sud Alfred Xuereb le 7 novembre 2022 en la cathédrale de Séoul.